# Сницарєв Анатолій Панасович
Анатолій Панасович Сницарєв (нар. 7 лютого 1937, Київ) — український радянський архітектор.

## З біографії
Народився 7 лютого 1937 у Києві (нині Україна). 1962 року закінчив архітектурний факультет Київського художнього інституту. Прауював у архітектурно-проєктних установах Києва.

## Роботи
- Проєкт школи на 1600 місць у Києві (1963);
- Архітектурна частина пам'ятника Тарасові Шевченку в Москві (1964; скульптори Михайло Грицюк, Юлій Синькевич, Анатолій Фуженко;
- Набережна Тараса Шевченка у Москві (1964);
- Пам'ятник радянським воїнам-визволителям на радянсько-чехословацькому кордоні біля Ужгорода (1970; у співавторстві з архітектором Олегом Стукаловим, скульптори Іван Зноба і Валентин Зноба).